# BAFTA (премия, 1997)
50-я церемония вручения наград премии BAFTA

29 апреля 1997 

Grosvenor House Hotel, Лондон, Англия
Лучший фильм: 

Английский пациент 

The English Patient
Лучший британский фильм: 

Тайны и ложь 

Secrets & Lies
Лучший неанглоязычный фильм: 

Насмешка 

Ridicule
< 49-я Церемонии вручения 51-я >
50-я церемония вручения наград премии BAFTA, учреждённой Британской академией кино и телевизионных искусств, за заслуги в области кинематографа за 1996 год состоялась в Лондоне 29 апреля 1997 года.

## Полный список победителей и номинантов
| Победители выделены отдельным цветом. |

### Основные категории
| Категории                         | Победитель и номинанты                                                               |
| --------------------------------- | ------------------------------------------------------------------------------------ |
| Лучший фильм                      | • «Английский пациент» — Саул Зейнц, Энтони Мингелла                                 |
| Лучший фильм                      | • «Фарго» — Итан Коэн, Джоэл Коэн                                                    |
| Лучший фильм                      | • «Блеск» — Джейн Скотт, Скотт Хикс                                                  |
| Лучший фильм                      | • «Тайны и ложь» — Майк Ли, Саймон Ченнинг-Уильямс                                   |
| Лучший британский фильм           | • «Тайны и ложь» — Майк Ли, Саймон Ченнинг-Уильямс                                   |
| Лучший британский фильм           | • «Песня Карлы» — Салли Хиббин, Кен Лоуч                                             |
| Лучший британский фильм           | • «Дело — труба» — Марк Херман, Стив Эбботт                                          |
| Лучший британский фильм           | • «Ричард III» — Ричард Лонкрейн, Стивен Бэйли, Лиза Катселас Паре                   |
| Лучший неанглоязычный фильм       | • «Насмешка» (режиссёр — Патрис Леконт; страна — Франция)                            |
| Лучший неанглоязычный фильм       | • «Антония» (режиссёр — Марлен Горрис; страна — Великобритания, Нидерланды, Бельгия) |
| Лучший неанглоязычный фильм       | • «Коля» (режиссёр — Ян Сверак; страна — Чехия)                                      |
| Лучший неанглоязычный фильм       | • «Нелли и месье Арно» (режиссёр — Клод Соте; страна — Германия, Франция, Италия)    |
| Лучшая режиссёрская работа        | • Джоэл Коэн — «Фарго»                                                               |
| Лучшая режиссёрская работа        | • Энтони Мингелла — «Английский пациент»                                             |
| Лучшая режиссёрская работа        | • Майк Ли — «Тайны и ложь»                                                           |
| Лучшая режиссёрская работа        | • Скотт Хикс — «Блеск»                                                               |
| Лучшая мужская роль               | • Джеффри Раш — «Блеск»                                                              |
| Лучшая мужская роль               | • Рэйф Файнс — «Английский пациент»                                                  |
| Лучшая мужская роль               | • Иэн Маккеллен — «Ричард III»                                                       |
| Лучшая мужская роль               | • Тимоти Сполл — «Тайны и ложь»                                                      |
| Лучшая женская роль               | • Бренда Блетин — «Тайны и ложь»                                                     |
| Лучшая женская роль               | • Эмили Уотсон — «Рассекая волны»                                                    |
| Лучшая женская роль               | • Кристин Скотт Томас — «Английский пациент»                                         |
| Лучшая женская роль               | • Фрэнсис Макдорманд — «Фарго»                                                       |
| Лучшая мужская роль второго плана | • Пол Скофилд — «Суровое испытание»                                                  |
| Лучшая мужская роль второго плана | • Джон Гилгуд — «Блеск»                                                              |
| Лучшая мужская роль второго плана | • Эдвард Нортон — «Первобытный страх»                                                |
| Лучшая мужская роль второго плана | • Алан Рикман — «Майкл Коллинз»                                                      |
| Лучшая женская роль второго плана | • Жюльет Бинош — «Английский пациент»                                                |
| Лучшая женская роль второго плана | • Лорин Бэколл — «У зеркала два лица»                                                |
| Лучшая женская роль второго плана | • Линн Редгрейв — «Блеск»                                                            |
| Лучшая женская роль второго плана | • Мэрианн Жан-Баптист — «Тайны и ложь»                                               |
| Лучший адаптированный сценарий    | • «Английский пациент» — Энтони Мингелла                                             |
| Лучший адаптированный сценарий    | • «Суровое испытание» — Артур Миллер                                                 |
| Лучший адаптированный сценарий    | • «Ричард III» — Иэн Маккеллен, Ричард Лонкрейн                                      |
| Лучший адаптированный сценарий    | • «Эвита» — Алан Паркер, Оливер Стоун                                                |
| Лучший оригинальный сценарий      | • «Тайны и ложь» — Майк Ли                                                           |
| Лучший оригинальный сценарий      | • «Блеск» — Джен Сарди                                                               |
| Лучший оригинальный сценарий      | • «Фарго» — Итан Коэн, Джоэл Коэн                                                    |
| Лучший оригинальный сценарий      | • «Звезда шерифа» — Джон Сэйлз                                                       |
| Лучший оригинальный сценарий      | • «Дело — труба» — Марк Херман                                                       |

### Другие категории
| Категории                                                          | Победитель и номинанты                                                                       |
| ------------------------------------------------------------------ | -------------------------------------------------------------------------------------------- |
| Лучшая музыка к фильму                                             | • «Английский пациент» — Габриэль Яред                                                       |
| Лучшая музыка к фильму                                             | • «Блеск» — Дэвид Хиршфелдер                                                                 |
| Лучшая музыка к фильму                                             | • «Дело — труба» — Тревор Джонс                                                              |
| Лучшая музыка к фильму                                             | • «Эвита» — Эндрю Ллойд Уэббер, Тим Райс                                                     |
| Лучшая операторская работа                                         | • «Английский пациент» — Джон Сил                                                            |
| Лучшая операторская работа                                         | • «Фарго» — Роджер Дикинс                                                                    |
| Лучшая операторская работа                                         | • «Эвита» — Дариус Хонджи                                                                    |
| Лучшая операторская работа                                         | • «Майкл Коллинз» — Крис Менгес                                                              |
| Лучшие визуальные эффекты                                          | • «Смерч» — Стефан Фангмейер, Джон Фрейзер, Генри ЛаБанта, Хабиб Заргарпур                   |
| Лучшие визуальные эффекты                                          | • «День независимости» — Клэй Пинни, Дуглас Смит, Тришиа Эшфорд, Фолкер Энджел, Джо Вискосил |
| Лучшие визуальные эффекты                                          | • «История игрушек» — Уильям Ривз, Эбин Фиске Остби                                          |
| Лучшие визуальные эффекты                                          | • «Чокнутый профессор» — Джон Фархат                                                         |
| Лучший грим                                                        | • «Чокнутый профессор» — Рик Бейкер, Дэвид ЛеРой Андерсон                                    |
| Лучший грим                                                        | • «Эвита» — Сара Монзани, Мартин Сэмюэл                                                      |
| Лучший грим                                                        | • «Английский пациент» — Фабрицио Сфорца, Найджел Бут                                        |
| Лучший грим                                                        | • «101 далматинец» — Линда Армстронг, Жан-Люк Руссье и другие…                               |
| Лучший дизайн костюмов                                             | • «Ричард III» — Шуна Хардвуд                                                                |
| Лучший дизайн костюмов                                             | • «Английский пациент» — Энн Рот                                                             |
| Лучший дизайн костюмов                                             | • «Гамлет» — Александра Бирн                                                                 |
| Лучший дизайн костюмов                                             | • «Эвита» — Пенни Роуз                                                                       |
| Лучшая работа художника-постановщика                               | • «Ричард III» — Тони Барроу                                                                 |
| Лучшая работа художника-постановщика                               | • «Английский пациент» — Стюарт Крэйг                                                        |
| Лучшая работа художника-постановщика                               | • «Гамлет» — Тим Харви                                                                       |
| Лучшая работа художника-постановщика                               | • «Эвита» — Брайан Моррис                                                                    |
| Лучший монтаж                                                      | • «Английский пациент» — Уолтер Мёрч                                                         |
| Лучший монтаж                                                      | • «Фарго» — Родерик Джейнс                                                                   |
| Лучший монтаж                                                      | • «Блеск» — Пип Кармел                                                                       |
| Лучший монтаж                                                      | • «Эвита» — Джерри Хэмблинг                                                                  |
| Лучший звук                                                        | • «Блеск» — Джим Гринхорн, Роджер Сэвидж и другие…                                           |
| Лучший звук                                                        | • «День независимости» — Боб Бимер, Крис Карпентер и другие…                                 |
| Лучший звук                                                        | • «Английский пациент» — Марк Бергер, Пэт Джексон и другие…                                  |
| Лучший звук                                                        | • «Эвита» — Эдди Джозеф, Энди Нельсон и другие…                                              |
| Лучший анимационный короткометражный фильм                         | • «Старая дама и голуби» — Бернар Ла Жуа, Дидье Брюннер, Сильвен Шоме                        |
| Лучший анимационный короткометражный фильм                         | • Famous Fred — Джон Коутс,Катрин Унвин, Джоанна Куинн                                       |
| Лучший анимационный короткометражный фильм                         | • Trainspotter — Кристофер Молл, Джефф Ньюитт, Невилл Эстли                                  |
| Лучший анимационный короткометражный фильм                         | • The Saint Inspector — Ричард Хатчинсон, Майк Бут                                           |
| Лучший анимационный короткометражный фильм                         | • Testament — the Bible in Animation: Joseph — Аида Зябликова, Елизавета Бабахина            |
| Лучший анимационный короткометражный фильм                         | • Testament — the Bible in Animation: Moses — Наоми Джонс, Гэри Хёрст                        |
| Лучший короткометражный фильм                                      | • Des Majorettes dans l’espace — Кароль Скотта, Давид Фурье                                  |
| Лучший короткометражный фильм                                      | • Dual Balls — Лоренс Боуэн, Дэн Зефф                                                        |
| Лучший короткометражный фильм                                      | • Machination — Элис Бекман, Ральф Силер                                                     |
| Лучший короткометражный фильм                                      | • Butterfly Man — Робин МакФерсон, Барри Экройд                                              |
| Лучший короткометражный фильм                                      | • Tout doit disparaître — Франсуа Бара, Жан-Марк Муту                                        |
| Michael Balcon Award за вклад в развитие британского кинематографа | • Channel Four Films                                                                         |
| BAFTA Academy Fellowship Award                                     | • Джули Кристи — актриса                                                                     |
| BAFTA Academy Fellowship Award                                     | • Освальд Моррис — кинооператор                                                              |
| BAFTA Academy Fellowship Award                                     | • Стивен Бочко — продюсер, писатель                                                          |
| BAFTA Academy Fellowship Award                                     | • Вуди Аллен — режиссёр, сценарист, актёр, драматург                                         |
| BAFTA Academy Fellowship Award                                     | • Гарольд Пинтер — режиссёр, сценарист, драматург, актёр                                     |
| BAFTA Academy Fellowship Award                                     | • Дэвид Роуз — композитор, поэт-песенник, аранжировщик                                       |